# 1
Năm 1 (I) là một năm thường bắt đầu từ ngày Thứ Bảy trong lịch Gregory và một năm bắt đầu vào ngày thứ Bảy của lịch Julius đón trước. Năm liền kề trước là 1 TCN được sử dụng rộng rãi lịch Julius, nhưng không có "năm 0".

## Sự kiện

### Theo từng nơi

#### Đế chế La Mã
- Tiberius, theo lệnh của Augustus, dẹp cuộc nổi dậy tại Đức (1-5).[1]
- Gaius Caesar và Lucius Aemilius Paulus được bổ nhiệm làm tổng tài.
- Gaius Caesar kết hôn với Livilla, con gái của Antonia nhỏ và Nero Claudius Drusus, trong cố gắng để đạt được uy tín.
- Quirinius trở thành một cố vấn trưởng Gaius ở Armenia. Gnaeus Domitius Ahenobarbus, cha là Lucius Domitius Ahenobarbus đã từng là tổng tài năm 16 TCN, cũng phục vụ trong chiến dịch Armenia.
- Aqua Alsietina aqueduct được xây dựng.
- Areius Paianeius trở thành Archon của Athen.

#### Á châu
- Niên hiệu Nguyên Thủy thời nhà Hán ở Trung Quốc bắt đầu.
- Khổng Tử (thụy hiệu) được chính thức dùng để gọi Khổng Khâu.[2][3]
- Hán Bình Đế lên ngôi.
- Cựu nhiếp chính Đổng Hiền tự tử.
- Sapadbizes, vua Quý Sương chết. Heraios kế vị.

## Sinh
- Thánh Phêrô (m. 64)
- Sextus Afranius Burrus, pháp quan thái thú La Mã (m. 62)
- Izates II, Vua của Adiabene (m. 54)

## Mất
- Amanishakheto, nữ hoàng của Kush (Nubia)